# Nero Wolfe, privatdetektiv
Nero Wolfe, privatdetektiv (engelska: Nero Wolfe) är en amerikansk deckarserie som producerades i 14 avsnitt av Paramount Television och sändes av NBC 1981.
Serien hade svensk premiär på SVT i september 1981.

## Handling
Serien bygger på Rex Stouts romaner om den matglade privatdetektiven Nero Wolfe som löser fallen hemma i sin fåtölj och låter sin assistent Archie Goodwin sköta fotarbetet.

## Rollista i urval
- William Conrad - Nero Wolfe
- Lee Horsley - Archie Goodwin
- George Voskovec - Fritz Brenner
- Robert Coote - Theodore Horstmann
- George Wyner - Saul Panzer
- Allan Miller - polisinspektör Cramer